# Owca
Owca (Ovis) – rodzaj ssaków z podrodziny antylop (Antilopinae) w obrębie rodziny wołowatych (Bovidae).

## Rozmieszczenie geograficzne
Rodzaj obejmuje gatunki występujące w Azji i Ameryce Północnej.

## Morfologia
Długość ciała 94–199 cm, długość ogona 5,5–17 cm, długość ucha 9–14,5 cm, długość tylnej stopy 27,9–46 cm, wysokość w kłębie 68–135 cm; masa ciała samic 25–104 kg, samców 36–175 kg.

## Systematyka
Rodzaj zdefiniował w 1758 roku szwedzki przyrodnik Karol Linneusz w 10 wydaniu Systema Naturae, publikacji własnego autorstwa dotyczącej systematyki zwierząt, roślin i minerałów. Linneusz wymienił trzy gatunki – Ovis aries Linnaeus, 1758, Ovis guineensis Linnaeus, 1758 (= Ovis aries  Linnaeus, 1758) i Ovis strepsiceros Linnaeus, 1758 (= Ovis aries Linnaeus, 1758) – nie wskazując gatunku typowego; w 1837 roku irlandzki zoolog William Ogilby na typ nomenklatoryczny (Linneuszowska tautonimia) wyznaczył Ovis aries Linnaeus, 1758.

### Etymologia
- Ovis: łac. ovis ‘owca’[20].
- Musimon: gr. μουσμων mousmōn ‘sardyńskie zwierzę’, najprawdopodobniej muflon[21]. Gatunek typowy (oznaczenie monotypowe): Musimon asiaticus Pallas, 1776 (= Capra ammon Linnaeus, 1758).
- Aries: łac. aries ‘baran’[22]. Gatunek typowy (absolutna tautonimia): Ovis aries Linnaeus, 1758.
- Musmon: gr. μουσμων mousmōn ‘sardyńskie zwierzę’, najprawdopodobniej muflon[21].
- Ammon: gr. Ἄμμων Ámmōn ‘Amon’, od egipsk. Amon, Amun lub Amen ‘ten, który jest ukryty’, nazwa Jowisza, czczonego w Afryce pod postacią barana[23].
- Ixalus: gr. ιξαλος ixalos ‘skaczący, zwinny’[24]. Gatunek typowy (oznaczenie monotypowe): Ixalus probaton W. Ogilby, 1837 (nomen dubium).
- Caprovis: zbitka wyrazowa nazw rodzajów: Capra Linnaeus, 1758 (koziorożec) oraz Ovis Linnaeus, 1758 (owca)[25]. Gatunek typowy (oznaczenie monotypowe): Ovis musimon Pallas, 1811 (= Ovis aris Linnaeus, 1758).
- Argali: mongolska nazwa dla dzikiej owcy[26]. Gatunek typowy: Gray (1850) wymienił cztery gatunki – Ovis argali Boddaert, 1785 (= Capra ammon Linnaeus, 1758), Ovis polii[d] E. Blyth, 1841, Ovis aries Linnaeus, 1758 i Ovis montana  von Schreber, 1804 (= Ovis canadensis G.K. Shaw, 1804) – z których typem nomenklatorycznym jest (absolutna tautonimia) Ovis argali Boddaert, 1785 (= Capra ammon Linnaeus, 1758); Gray (1852) wymienił dwa gatunki – Ovis argali Boddaert, 1785 (= Capra ammon Linnaeus, 1758) i Ovis canadensis G.K. Shaw, 1804 – nie wskazując gatunku typowego.
- Pachyceros: gr. παχυς pakhus ‘wielki, gruby’[27]; κερας keras, κερατος keratos ‘róg’[28]. Gatunek typowy: Ovis nivicola von Eschscholtz, 1829.

### Podział systematyczny
W zależności od ujęcia systematycznego do rodzaju zalicza się 5 (O. ammon, O. aries, O. canadensis, O. dalli i O. nivicola), 7 (O. ammon, O. aries, O. canadensis, O. dalli, O. gmelinii, O. nivicola i O. vignei) lub 21 (O. ammon, O. arabica, O. aries, O. bocharensis, O. canadensis, O. collium, O. cycloceros, O. dalli, O. darwini, O. gmelini, O. hodgsonii, O. isphahanica, O. jubata, O. karelini, O. laristanica, O. nigrimontana, O. nivicola, O. polii, O. punjabienis, O. severtzovi i O. vignei) współcześnie występujących gatunków; tutaj klasyfikacja za Mammals Diversity Database i All the Mammals of the World (2023):
| Grafika | Gatunek         | Autor i rok opisu     | Nazwa zwyczajowa | Podgatunki    | Rozmieszczenie geograficzne | Podstawowe wymiary                            | Status IUCN |
| ------- | --------------- | --------------------- | ---------------- | ------------- | --- | --------------------------------------------- | ----------- |
|         | Ovis gmelini    | E. Blyth, 1841        | urial armeński   | 4 podgatunki  | południowo-środkowa i wschodnia Turcja, północny Irak, południowa Armenia, Azerbejdżan (Nachiczewańska Republika Autonomiczna), północny Izrael (Góra Karmel) oraz zachodni i południowy Iran; introdukowany na wyspę Kabudan na jeziorze Urmia w północno-zachodnim Iranie | DC: 119–140 cm DO: 11–13 cm MC: 29–67 kg      | NT          |
|         | Ovis aries      | Linnaeus, 1758        | owca domowa      | 2 podgatunki  | udomowiony na całym świecie; muflon występuje w całej Europie kontynentalnej (na północ od Skandynawii), pochodzący od dzikich owiec z wysp Morza Śródziemnego; muflon został również wprowadzony na Wyspy Kanaryjskie, Wyspy Kerguelena, do Chile, Argentyny i Stanów Zjednoczonych (na niektórych wyspach i w ranczach łowieckich)                                                            | DC: 70–90 cm DO: 6–10 cm MC: 25–40 kg         | GU          |
|         | Ovis vignei     | E. Blyth, 1841        | urial hinduski   | 6 podgatunków | pólnocny i północno-wschodni Iran, Turkmenistan, zachodni Kazachstan, południowy Uzbekistan, południowy Tadżykistan, północny i północny wschodni Afganistan, Pakistan oraz północno-zachodnie Indie (Ladakh), również Oman gdzie prawdopodobnie został introdukowany; zakres wysokości: 0–4500 m n.p.m.                                                                                        | DC: 109–160 cm DO: 10–13 cm MC: 25–66 kg      | VU          |
|         | Ovis ammon      | (Linnaeus, 1758)      | owca dzika       | 9 podgatunków | wschodni Kazachstan, Rosja (góry Ałtaj) i Mongolia, na południe przez zachodnią i środkową Chińską Republikę Ludową do wschodniego Kirgistanu, wschodniego Uzbekistanu, Tadżykistanu, północno-wschodniego Afganistanu, północnego Pakistanu, północnych Indii (Ladakh i Sikkim) oraz wschodniego Nepalu; wymarły we wschodniej Chińskiej Republice Ludowej; zakres wysokości: do 5700 m n.p.m. | DC: 133–199 cm DO: 5,5–18 cm MC: 47–175 kg    | NT          |
|         | Ovis nivicola   | von Eschscholtz, 1829 | owca śnieżna     | 4 podgatunki  | Rosja (góry we wschodniej Syberii, na wschód od rzeki Lena to półwyspów Czukockiego i Kamczatki, izolowane populacje w górach Putorana na południe od półwyspu Tajmyr); zakres wysokości: 0–1800 m n.p.m. | DC: 126–188 cm DO: 7,5–13 cm MC: 33–105 kg    | LC          |
|         | Ovis canadensis | G.K. Shaw, 1804       | owca kanadyjska  | 5 podgatunków | południowo-zachodnia Kanada (południowa Kolumbia Brytyjska i południowo-zachodnia Alberta), zachodnie Stany Zjednoczone, północno-zachodni Meksyk (Półwysep Kalifornijski, północnozachodnia Sonora, przywrócony w Coahuila i Chihuahua; zakres wysokości: do 3500 m n.p.m. | DC: 96–169 cm DO: 10,2–15,2 cm MC: do 145 kg  | LC          |
|         | Ovis dalli      | E.W. Nelson, 1884     | owca jukońska    | 2 podgatunki  | Stany Zjednoczone (Alaska) i Kanada (Jukon, skrajnie zachodnie Terytoria Północno-Zachodnie oraz północna Kolumbia Brytyjska) | DC: 130–178 cm DO: 8–13 cm MC: około 57–82 kg | LC          |

Kategorie IUCN:  LC  – gatunek najmniejszej troski,  NT  – gatunek bliski zagrożenia,  VU  – gatunek narażony; GU – gatunek udomowiony, nie podlega ocenie przez IUCN.
Bywa wyróżniany tylko jeden (O. ammon, por. Haltenorth, 1963:126–128) lub dwa (O. ammon i O. canadensis, por.  Corbet, 1978c:218) gatunki, bywa do siedmiu (por. Korobitsyna et al., 1974; Nadler et al., 1973). Van Gelder (1977b) włączył rodzaj do Capra (kozy i koziorożce). Klasyfikacja biologiczna rodzaju jest nadal przedmiotem dyskusji wśród naukowców i może ulegać zmianom.
Opisano również gatunki wymarłe:
- Ovis dorshi Frick, 1937[32] (Alaska; fanerozoik).
- Ovis primaeva P. Gervais, 1852[33] (Francja; fanerozoik).
- Ovis scaphoceras (Cope, 1894)[34] (Stany Zjednoczone)
- Ovis shantungensis Matsumoto, 1926[35] (Chińska Republika Ludowa; plejstocen).